# Glaukofan
Glaukofan – minerał z gromady krzemianów zaliczany do grupy amfiboli. Należy do grupy minerałów bardzo rzadkich spotykanych tylko w niektórych rejonach Ziemi.
Nazwa pochodzi od gr. glaukos = niebieski i fanos = pojawiać się i nawiązuje do barwy tego minerału.

## Właściwości
Tworzy kryształy o pokroju słupkowym lub igiełkowym; wrosłe. Bardzo rzadko tworzy zbliźniaczenia. Występuje w skupieniach ziarnistych, włóknistych i promienistych. Jest kruchy, przeświecający, w cienkiej płytce wykazuje silny pleochroizm w odcieniach niebieskawych i zielonawych.

## Występowanie
Jest składnikiem skał metamorficznych, m.in. łupków glaukofanowych. Najczęściej współwystępuje z takimi minerałami jak: chloryt, muskowit, biotyt, paragonit, jadeit, epidot, granat, albit, kwarc. 
Miejsca występowania: Włochy, Szwajcaria, Francja, Grecja, Ukraina, Kazachstan, USA, Japonia. 
W Polsce występuje w Karkonoszach i Górach Kaczawskich.

## Zastosowanie
- ma znaczenie naukowe (wskaźnik warunków metamorfizmu),
- interesujący dla kolekcjonerów.